# La Vie Claire
La Vie Claire, later Toshiba, was een Franse wielerploeg opgericht in 1984 en opgeheven in 1991. De Franse zakenman Bernard Tapie was de geldschieter.
In 1985 en 1986 won de ploeg de Ronde van Frankrijk met Bernard Hinault en Greg LeMond. LeMond was de eerste niet-Europese Tourwinnaar en de ploeg eindigde dat jaar met maar liefst vijf renners bij de eerste twaalf in de eindrangschikking. 

## Bekende wielrenners
- Henri Abadie
- Kim Andersen
- Dominique Arnaud
- Steve Bauer
- Jean-François Bernard
- Andy Hampsten
- Jacques Hanegraaf
- Bernard Hinault
- Laurent Jalabert
- Andreas Kappes
- Johan Lammerts
- Greg LeMond
- Marc Madiot
- Bjarne Riis
- Tony Rominger